# Nauener Tor
La Nauener Tor (del alemán: Puerta de Nauen) es una de las tres puertas que se conservan en la ciudad de Potsdam, Alemania. Fue construida en el 1755 y es el primer ejemplo de la influencia del estilo neogótico inglés en Europa Continental.

## Historia

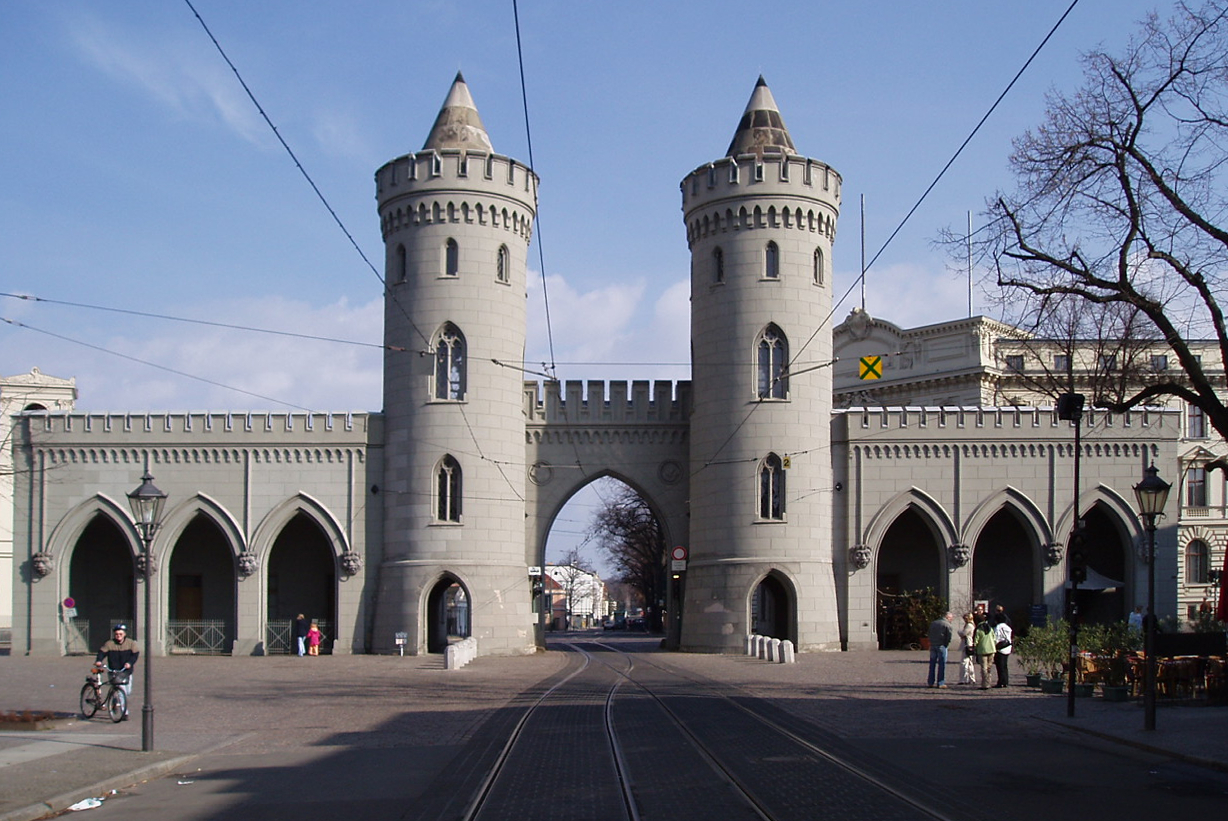
Vista frontal.

La primera Nauener Tor fue construida en 1720 a unos cuatrocientos metros de su ubicación actual. En 1733 se reconstruyó en su ubicación actual. En 1755 la puerta fue reconstruida de nuevo con su forma actual por el arquitecto Johann Gottfried Büring, basándose en un boceto de Federico II. Originalmente había una muralla que conectaba la Nauener Tor con las otras dos puertas de la ciudad, la Jägertor y la Puerta de Brandeburgo.
Actualmente las tres puertas de Potsdam están conectadas con un paseo, en lugar de la muralla. La Nauener Tor se sitúa muy cerca del Barrio Holandés, cuyos residentes eran militares, comerciantes, artesanos y funcionarios. Actualmente la plaza situada frente a Nauener Tor tiene muchas cafeterías, restaurantes y bares y es un lugar de encuentro popular para los habitantes de Potsdam. Las vías del tranvía atraviesan la Nauener Tor.